# Шатле — Ле-Аль (станція)
48°51′41″ пн. ш. 2°20′48″ сх. д. / 48.861389° пн. ш. 2.346667° сх. д.
Шатле — Ле-Аль  (фр. Châtelet — Les Halles) — пересадний вузол ліній A, B і D RER, що спільно зі станцією метро «Ле-Аль» на лінії 4 Паризького метрополітену та п'ятьма залами станції «Шатле» ліній метро 1, 4, 7, 11 та 14, утворює найбільший підземний пересадний вузол швидкісного позавуличного транспорту у Європі. Пасажиропотік становить 750 000 осіб у будні дні (з них 493 000 припадають на RER)
.
Названо через площу Шатле та торговий центр Ле-Аль

## Опис

Колійний розвиток ліній RER A (червона), B (синя) та D (зелена).

Колії всіх трьох ліній RER спрямовані зі сходу захід. Усього сім колій, вони згруповані довкола чотирьох платформ. Пересадка між лініями A і B— крос-платформна.
Максимальна піша відстань від ліній RER до метро (далекий кінець станції Шатле 7-ї лінії метро) становить 750 метрів.
Проблемою станції було те, що увійти до неї можна було лише через торговий комплекс «Форум-де-Аль». З 2011 по 2018 рік проводилися роботи з розбудови існуючих виходів та збільшення пропускної спроможності ескалаторів, і також було створено новий вихід на площу Маргеріт-де-Навер.